# Raed Chabab Baladiat Oued Rhiou
Le Raed Chabab Baladiat Oued Rhiou (arabe : رائد شباب بلدية وادي رهيو), plus couramment abrégé en RCB Oued Rhiou ou encore en RCBOR, est un club omnisports algérien fondé en 1936 et basé dans la commune de Oued Rhiou dans la wilaya de Relizane.

## Sections actuelles
- Boxe - Raed Chabab Baladiat Oued Rhiou (boxe)
- Football - Raed Chabab Baladiat Oued Rhiou (football)
- Judo - Raed Chabab Baladiat Oued Rhiou (judo)

## Identité du club

### Logo et couleurs
Depuis la fondation du Raed Chabab Baladiat Oued Rhiou en 1936, ses couleurs sont toujours le Rouge et le Blanc.

Ancien logo
Logo actuel.